# La fea más bella
La fea más bella (no Brasil: A Feia Mais Bela) é uma telenovela mexicana produzida por Rosy Ocampo para a Televisa e exibida pelo Las Estrellas de 23 de janeiro de 2006 a 25 de fevereiro de 2007.
Original de Fernando Gaitán, trata-se de uma versão da telenovela colombiana Yo soy Betty, la fea, produzida pela RCN em 1999. 
É protagonizada por Angélica Vale e Jaime Camil, com as participações antagônicas de Elizabeth Álvarez, Patricia Navidad, Sergio Mayer e Raúl Magaña. Além disso, conta com as atuações estelares de Luis Manuel Ávila, Nora Salinas, Agustín Arana e dos primeiros atores Angélica María e José José, além da atuação especial de Juan Soler.

## Enredo
Letícia Padilha Solís - Lety - é uma menina modesta e inteligente, mas um pouco feia. Com o esforço de seus pais, Erasmo e Julieta Padilha, pôde estudar e se formar em Economia, com pós-graduação em Finanças. Seu único amigo e confidente é Tomás Moura. Para Lety, não ser feia é um obstáculo, mas descobre que seus méritos universitários não são suficientes, já que não a admitem como executiva pelo seu físico. Entretanto, como deseja trabalhar, aceita que a contratem para um cargo bem abaixo de seu nível, e se torna secretária da presidência numa produtora de comerciais e videoclipes chamada "Conceitos", a mais importante do país.
A produtora Conceitos foi fundada por Humberto Mendiola e Julián Villarroel. Os Villarroel morreram em um acidente e Humberto e sua esposa Teresinha (pais de Fernando) decidem por tomar conta dos órfãos: Ariel, Márcia, Ana Leticia Villarroel e da empresa. Quando Humberto Mendiola se aposenta, Ariel e Fernando competem pela presidência da Conceitos. Fernando é um executivo jovem, atraente e mulherengo que ganha com os votos de Omar Carvarral, acionista da empresa e seu melhor amigo, e o de Márcia, também acionista e sua noiva.
O projeto que Fernando apresentou para competir pelo cargo é ambicioso, mas mal sustentado e põe em risco o futuro da empresa. Além disso Ariel, um homem arrogante, o vigia de perto, procurando falhas em sua administração para obter pretextos para destituir Fernando do cargo e tornar-se o presidente. Lety, por sua vez, compete pelo cargo de secretária com Alice Ferreira, uma mulher frívola, muito sedutora, sem experiência de trabalho, mas amiga íntima de Márcia, que a ajudaria a vigiar Fernando.
Apesar de toda a pressão exercida por Márcia, Fernando dá preferência por Lety, que tem melhores qualificações, mas não tem presença para o posto. Com este pretexto Márcia briga para contratar Alice e finalmente as duas são contratadas. Alice ganhando três vezes mais do que o cargo permite, fica na recepção como Relações Públicas e Lety em uma salinha dentro do escritório de Fernando, tomando conta de telefonemas, arquivos, etc. Mas principalmente de sua agenda e assuntos pessoais. Lety, encantada porque Fernando a defendeu contra todos, se torna uma incondicional aliada para acobertar suas escapadas amorosas e isso faz com que Marcia e Alice declarem guerra contra a secretária da presidência.
Lety é afetada, pois se apaixonou por Fernando. Mas por algumas reviravoltas do destino a Conceitos fica nas mãos da Lety, e então Omar, aconselha Fernando a seduzi-la, porque eles desconfiam que Lety tenha um romance com Tómas Moura, e têm medo que Tómas convença Lety a ficar com a empresa. No começo Fernando não aceita, porém depois se convence de que Lety e Tómas são capazes de ficarem com a empresa de seus pais. Lety e Fernando iniciam um romance em segredo, mas Fernando se apaixona de verdade por Lety.
Mais tarde, Lety encontra uma carta que está escrito o plano de Omar e Fernando. Então em uma reunião, Lety conta a verdadeira situação da Conceitos, que está embargada por ela. Neste meio tempo o noivado de Fernando acaba. Lety pede demissão e viaja por uns dias e não dá oportunidade para Fernando se explicar. Na viagem, ela conhece Aldo Domensaín, um homem lindo, encantador e riquíssimo  que não se importa com a aparência física das pessoas e assim se apaixona por Lety, então se forma um triângulo amoroso entre Lety, Fernando e Aldo, sendo que Lety fica dividida  entre os dois, neste meio Lety muda sua aparência e sua autoestima com a ajuda de Aldo mas no fim acaba por ficar com Fernando.

## Produção

### Percusso
As gravações de La fea más bella foram iniciadas em 9 de dezembro de 2005 na Televisa San Ángel. Jaime Camil teve que suspender uma peça de teatro na qual estava na Broadway para dedicar-se as gravações. Angélica Vale precisou emagrecer 20 quilos para caracterizar-se como "Lety". As gravações duraram cerca de 8 horas e chegou até 18 horas diárias, o que estendeu-se durante 14 meses. Ao lado da Banda El Recodo, Vale gravou o videoclipe do tema "El club de las feas" em um conhecido restaurante na capital.
Durante as gravações da novela, acontecia simultaneamente a Copa do Mundo FIFA de 2006 na Alemanha, em que participou a equipe de futebol do México; vários atores foram escalados para viajarem ao campeonato para representar a Televisa, que tinha os direitos de transmissão do evento e apresentaram-se em um shows antes de algumas partidas para 15.000 pessoas, junto com a Banda El Recodo.

### Problemas de saúde de Angélica Vale
Angélica Vale durante a gravação da novela, sofreu vários inconvenientes. Dentre eles, está um acidente que sofreu na mão esquerda: enquanto filmava uma cena em que revira pratos e copos numa mesa, a atriz acidentalmente cortou a mão com um vidro quebrado, por isso foi necessário reconstruir 70% do tendão na mão esquerda.
A atriz também sofreu de fadiga crônica, isto devido às várias horas de trabalho, o que deu pouco tempo para descansar. Em janeiro de 2007, ela foi diagnosticada com febre tifoide, por isso usou fortes antibióticos e precisou de descanso.

## Elenco
- Angélica Vale - Leticia "Lety" Padilla de Mendiola / Aurora Mayer de Salinas
- Jaime Camil - Fernando Mendiola
- Elizabeth Álvarez - Márcia Vilarroel
- Patricia Navidad - Alice Ferreira Moura
- Angélica María - Julieta Solís de Padilla
- José José - Erasmo Padilla
- Sergio Mayer - Luis (Luigi) Lombardi
- Luis Manuel Ávila - Tomás Moura Gutierrez Eduardo Mendonça
- Raúl Magaña - Ariel Villarroel
- Juan Soler - Aldo Domenzaín
- Agustín Arana - Omar Carvarral
- Carlos Bracho - Humberto Mendiola
- Julissa - Teresa "Teresinha" Sáenz de Mendiola
- Patricia Reyes Spíndola -Tomasa Gutierrez de Moura
- Luz María Aguilar - Irma Ramirez
- Rosita Pelayo - Dolores "Lola" Guerrero de Rodriguez
- Raquel Garza - Sara
- Maribel Fernández - Martha Hurtado de Muñoz
- Niurka Marcos - Paula María
- Gloria Izaguirre - Joana Valdés
- Nora Salinas - Carolina Ángeles de Carvarral
- Adriano Zendejas - Fernando Mendiola (menino)
- Rebeca Mankita - Ana Leticia Villarroel
- Adriana Ahumada - Adriana Rodríguez de Guerrero
- Alejandro Correa - Hugo  Rodríguez de Guerrero
- Carlos Bonavides - Efrén Rodríguez
- Sérgio Acosta - Raúl López "López"
- José Luis Cordero "Pocholo" - Francisco "Chico" Muñoz
- Erick Guecha - Celso Durán
- Julio Mannino - Rámon Joseph Contreras
- Miguel Jiménez - Jaime "Jaiminho" Fontes
- Aitor Iturrioz - Rafael
- Aleida Núñez - Yasmin García
- Issabela Camil - Isabella del Conde
- Roberto Palazuelos - Pedro Barman
- Sharis Cid - Paulina
- Mariana Seoane - Karla Santiago
- Jacqueline Bracamontes - Magaly Ruiz Esparza
- Carlos de la Mota - Eduardo Mendoza
- Laisha Wilkins -  Clara "Clarinha" Muñoz de Hurtado
- Zaneta Seilerova - Pilar Zacarías
- Alfonso Iturralde - Jacks Reinard
- Oscar Traven - Ricky Armstrong
- Frances Ondiviela - Diana Medina
- Fernanda Castillo - Mônica
- Joana Benedek - Cristina Riva Palacio
- Archie Lanfranco - Lic. Fuentes
- Mayrín Villanueva - Jacqueline Palacios
- Anaís  - Anaís
- Rubén Morales - Armando
- Patricia Manterola - Ela mesma
- Ricardo Montaner - Ele mesmo
- Pilar Montenegro - Ela mesma
- Yuri - Ela mesma
- Mario Limantour - Marito
- Eduardo Rodríguez - Lalo
- Gerardo Murguía - Otávio
- Manuel Ojeda - Luis Lombardi
- Manuel Landeta - Estevão
- Juan Carlos Casasola - Jorge
- Julio Monterde - Rafael
- Alicia Encinas - Matilde
- Rosángela Balbó
- Benjamín Islas
- Alejandro Ruiz - Amante de Paula Maria
- Benny Ibarra - Benny
- Carlos Cámara - Fausto Domenzaín
- Eugenio Derbez - Armando Hoyos
- Felipe Nájera - Estilista
- Paty Díaz - Secretária de Manuel José Becerra
- Gilberto de Anda
- Lidia Ávila - Ela mesma
- Luis Couturier - Jorge
- Malillany Marín - Dora
- Mauricio Barcelata - Shorman
- Miguel Pizarro - Piloto
- Nuria Bages - Ela mesma
- Raúl "Chóforo" Padilla - Lic. Rosales
- Silvia Mariscal - Mãe de Luiggi
- Ernesto Calzadilla - Eduardo
- Adrián Martiñón
- Jaime Camil Garza - Seu Frederico (Tio do Fernando)

## Exibições

### México
A novela estreou em 23 de janeiro de 2006 às 16h, mas a partir de 20 de fevereiro foi remanejada para o horário das 18h. Posteriormente, em 14 de agosto de 2006, foi transferida para o horário das 20h, onde permaneceu até seu último capítulo.
Foi reprisada pela primeira vez pelo Las Estrellas entre 3 de março a 6 de abril de 2007, às 17h, mas foi cancelada por baixa audiência e pelo pouco tempo desde sua exibição original.
Foi reprisada pelo TLNovelas pela primeira vez em 2010.
A segunda reprise no canal TLNovelas aconteceu em 2012.
A segunda reprise no Las Estrellas aconteceu entre 14 de julho de 2014 a 7 de março de 2015, em 195 capítulos, às 12h30, substituindo Soy tu dueña e sendo substituída por Rubí. Essa reprise foi exibida de segunda a sábado.
A terceira reprise no Las Estrellas foi ao ar entre 8 de julho de 2017 a 4 de novembro de 2018, às 15h, em 138 capítulos, sendo exibida somente aos sábados e domingos.
Foi reprisada pela Unicable entre 25 de março a 18 de outubro de 2019, às 16h30, em 150 capítulos.
Foi reprisada pela terceira vez no TLNovelas entre 3 de maio de 2020 a 4 de julho de 2021, em 62 capítulos, somente aos sábados e domingos, às 17h, e mais tarde às 17h20.
A quarta reprise no TLNovelas aconteceu entre 31 de janeiro a 2 de setembro de 2022, em 155 capítulos, às 6h50, com reprise às 16h40 e, mais tarde, às 15h35.
Está sendo reprisada pelo Las Estrellas pela quarta vez desde 10 de março de 2025, em um novo horário de reprises às 16h30, que anteriormente era às 14h30, substituindo os episódios duplos de La Rosa de Guadalupe, exibidos nesse horário desde o fim de El Ángel de Aurora e da transmissão de novelas inéditas nessa faixa.

### Brasil
No Brasil foi exibida pelo SBT entre 20 de março de 2006 a 23 de março de 2007, em 294 capítulos, substituindo Cristal e sendo substituída por Maria Esperança, ambas produções brasileiras. Foi alterada diversas vezes de horário, estreando às 6 da tarde e chegando a ser exibida em um curto período às 10 da noite.
Foi exibida pela primeira vez pelo canal pago TLN Network entre 16 de dezembro de 2013 a 6 de fevereiro de 2015 substituindo Rebelde e sendo substituída por A Usurpadora.
Foi reprisada pelo SBT entre 7 de abril de 2014 a 6 de abril de 2015, em 258 capítulos, substituindo Por Teu Amor e sendo substituída por A Usurpadora. Em sua segunda exibição pela emissora, agora em alta definição, do episódio 1 ao 38, foram exibidos um por vez, a partir do episódio 39 (2 de junho de 2014) passaram a ser exibidos em torno de dois por dia, fazendo a novela durar mais de 1 hora diariamente (segunda a sexta). e entrou por tempo limitado no Netflix.
Foi exibida pela segunda vez pelo canal pago TLN Network entre 28 de dezembro de 2020 a 18 de fevereiro de 2022, substituindo Cachito do Céu e sendo substituída por As Tontas Não Vão ao Céu.

### Estados Unidos
A Univision apresentou a telenovela em duas ocasiões, a primeira em 2006 e a retransmitiu novamente com 2 horas de episódios diários de La fea más bella entre 13 de setembro de 2010 a 15 de abril de 2011.

## Repercussão

### No México
La fea más bella foi a telenovela com um dos finais mais visto da década de 2000 no México, no seu último capítulo, a audiência de 43 pontos (62.8 nacionalmente) superou a transmissão do Oscar 2007, com 9 pontos (14.9 em todo país), exibida no mesmo horário pela TV Azteca. Em um final inédito, em um domingo, com a duração de três horas. Ganhou o Prêmio TVyNovelas de melhor telenovela de 2007 devido ao seus bons índices de audiência, que não foram afetados nem após a extensão da telenovela.
Com o sucesso de audiência no México, foi a versão que mais chamou a atenção da crítica. Nos Estados Unidos, Angélica Vale, caracterizada como Letty, fez uma participação especial em Ugly Betty, como secretária de um dentista em que a Betty norte-americana se consulta.

### Brasil
Na primeira exibição pelo SBT, seu primeiro capítulo registrou 9 pontos de média e picos de 12. No mesmo período, a emissora primeira colocada marcou 27 pontos e a terceira ficou com 8 pontos. Na segunda exibição da telenovela no SBT, sua audiência de estreia no IBOPE em São Paulo foi relativamente baixa, mas com o recorde em seu terceiro capítulo, de 5 pontos, ela tornou-se estável. Em 13 de agosto, mesmo em 4º lugar conseguiu alcançar um novo recorde, com 7 pontos de pico, sendo que no dia seguinte alcançou a mesma pontuação, mas atingindo a vice-liderança Em 6 de outubro atingiu um novo recorde, com 7,6 na média e 9,6 pontos de pico.
No Brasil, a RecordTV produziu uma versão inspirada na trama que foi intitulada de Bela, a Feia.

### Estados Unidos
La fea más bella também alcançou sucesso de audiência nos Estados Unidos, venceu constantemente as emissoras WB e UPN, exibida no canal espanhol mas visto no país, a Univision (com 3 milhões de telespectadores), que na época conseguiu derrotar a CBS, NBC e ABC respectivamente, com exceção da Fox e o America's Got Talent da NBC. Chegou a obter 21,3 pontos (4,6 milhões) e depois 25,3 pontos. Com 7.4 milhões de telespectadores em um episódio, foi o 15º programa mais assistido no país, além de atingir a 4ª posição a nível nacional de audiência e depois a 2ª, tornando-se a telenovela mais vista no ranking da Nielsen norte-americano.

## Prêmios e nomeações

### Prêmios TVyNovelas 2007
| Categoria                    | Pessoa                                    | Resultado |
| ---------------------------- | ----------------------------------------- | --------- |
| Melhor telenovela            | Rosy Ocampo                               | Venceu    |
| Melhor atriz protagonista    | Angélica Vale                             | Venceu    |
| Melhor ator protagonista     | Jaime Camil                               | Indicado  |
| Melhor atriz antagonista     | Patricia Navidad                          | Indicado  |
| Melhor ator antagonista      | Raúl Magaña                               | Indicado  |
| Melhor atriz principal       | Angélica María                            | Indicado  |
| Melhor ator principal        | Carlos Bracho                             | Indicado  |
| Melhor atriz co-protagonista | Elizabeth Álvarez                         | Venceu    |
| Melhor atriz co-protagonista | Nora Salinas                              | Indicado  |
| Melhor ator co-protagonista  | Agustín Arana                             | Indicado  |
| Melhor ator co-protagonista  | José José                                 | Venceu    |
| Melhor ator co-protagonista  | Sergio Mayer                              | Indicado  |
| Melhor ator juvenil          | Erick Guecha                              | Indicado  |
| Melhor direção de cena       | Salvador Garcini Rodrigo G. H. Zaunbos    | Venceu    |
| Melhor tema musical          | "El club de las feas" por Banda El Recodo | Venceu    |

- Prêmio especial ao Programa favorito do público

### Prêmios Bravo 2007[66]
| Categoria                 | Pessoa        | Resultado |
| ------------------------- | ------------- | --------- |
| Melhor atriz protagonista | Angélica Vale | Venceu    |
| Melhor ator protagonista  | Jaime Camil   | Venceu    |

### Prêmios Fama 2008[67]
| Categoria                 | Pessoa        | Resultado |
| ------------------------- | ------------- | --------- |
| Melhor atriz protagonista | Angélica Vale | Venceu    |

## Trilha sonora
A trilha sonora de La fea más bella foi lançada em dois volumes distintos, um somente em formato digital lançado em 14 de fevereiro de 2006 pela Warner Music México e outro em edição limitada no formato físico (CD) e digital em 6 de junho do mesmo ano pela EMI Televisa Music.

### Digital
1. La Fea Más Bella - Jorge Villamizar & Margarita
2. Tu Belleza Es Un Misterio - Angélica Vale e Jaime Camil
3. La Dueña De Mi Vida - Angels
4. Se Busca Un Hombre - Niurka Marcos
5. El Club De Las Feas - Banda El Recodo
6. Aquí Estaré - Angélica Vale
7. Canallá - Margarita
8. La Secretaria - Banda machos
9. Mi Bom Bon - Margarita
10. Bésala Ya - Bacilos, Celso Piña e Bogotá
11. Les Gusta El Cu - Margarita
12. La Fea Más Bella - Karaoke[68]

### CD
1. La Fea Más Bella – Angélica Vale Y Jaime Camil
2. El Club De Las Feas – Banda El Recodo
3. Simple – Daniela Romo
4. Con Tu Amor – Pandora
5. Haria Hasta Lo Imposible – El Coyote e sua banda Tierra Santa
6. Sigue Tu Ruta – Graciela Beltran
7. La Verdad – Los invasores de Nuevo Leon
8. Que Vuelva Pronto – Los originales de San Juan
9. Me Quiero Casar – Control
10. Lucero De Mi Alma – Emilio Navaira
11. Lo Eterno – Celso Piña

### Versão Brasil
Em 2006 foi lançado um CD no Brasil com uma outra versão da trilha sonora.
1. "Diga" (Dime) - Jaime Camil
2. "Aqui Estaré" - Angelica Vale
3. "Solo Existes Tú" - Diego
4. "Seducción" - Thalia
5. "Medley" (em versão acústica): Rebelde/Sólo Quédate en Silencio/Sálvame - do grupo RBD
6. "Amor Perfecto" (Amor Perfeito) - Jaime Camil
7. "Tardes Negras" - Tiziano Ferro
8. "Yo Te Diré" - Miranda
9. "Yo Se Que Te Amaré" (Eu Sei Que Vou te Amar) - Jaime Camil
10. "Malo" - Bebe
11. "Laços de Amor" (Lazos de Amor) - Lucero
12. "Dime" - Jaime Camil

## Lançamento em DVD
La fea más bella foi lançado nas lojas e através da Internet em 19 de fevereiro de 2008. Somente em versão reduzida, composta por 14 capítulos, com durações que variam de 1 hora a 1 hora e 30 minutos com cerca de 700 minutos ao todo em 3 DVDs. Outra versão, também editada, foi lançada com 250 minutos adicionais em relação a versão anterior, distribuídos em 4 DVDs.